# Бентковский, Карл Феликсович
Карл Феликсович Бентковский (пол. Karl Bentkowski; 27 мая (8 июня) 1820 года, Варшава — 19 июня (2 июля) 1901 года, Санкт-Петербург) — российский инженер путей сообщения. Тайный советник.

## Биография
На службу поступил 20 июня 1840 года. В 1844 году в чине инженер-поручика являлся начальником 2-й дистанции 2-го отделения 6-го округа Главного управления путей сообщения и публичных зданий Министерства государственных имуществ. В 1847 году в чине инженер-капитана служил при Департаменте искусственных дел того же управления. В 1850 году состоял «при работе Невского моста».
В 1852 году в чине подполковника принимал участие в руководстве сооружением набережных на Васильевском острове и устройстве причалов для пассажирских пароходов, фрегатов Морского кадетского корпуса и мелких судов. В 1859 году совместно с будущим министром путей сообщения П. П. Мельниковым принял участие в руководстве постройкой конной железной дороги на Васильевском острове от морской пристани до здания биржи.
В 1865 году служил инспектором Петергофской и Царскосельской железных дорог.
Был назначен штатным инженером IV класса Министерства путей сообщения и 24 декабря 1870 года произведён в действительные статские советники. В 1873 году был прикомандирован к Технически-инспекторскому комитету железных дорог при начальнике Управления железных дорог.
В 1877 году Бентковский оказал содействие изобретателю Фёдору Блинову, организовав его выступление перед членами Императорского русского технического общества с представлением проекта первого в России гусеничного трактора.
В 1877 году был назначен директором от Правительства в правлении Общества Поти-Тифлисской железной дороги. Не позднее 1895 года был произведён в тайные советники.
Бентковский являлся членом Императорского русского технического общества и Общества благоустройства дачной жизни в Териоки. Владел родовым домом в Варшаве, дачей и двумя земельными участками в Келломяки.
Умер в Санкт-Петербурге. Был похоронен на Выборгском римско-католическом кладбище.

## Награды
- Орден Святого Станислава 2-й степени с императорской короной (1862).
- Орден Святой Анны 2-й степени с императорской короной (1869).
- Орден Святого Владимира 3-й степени (1873).
- Орден Святого Станислава 1-й степени (1878).
- Орден Святой Анны 1-й степени (1881).
- Медаль «В память войны 1853—1856».
- Знак отличия беспорочной службы за XL лет.

## Семья
Жена — Тереза Фёдоровна Бентковская († 19.03.1910), дочь художника Ф. А. Бруни.
Дети:
- Бентковский, Альфред Карлович — тайный советник, сенатор.
- Бентковский, Виктор Карлович — присяжный поверенный и присяжный стряпчий.
- Бентковский, Роберт Карлович — инженер путей сообщения, коллежский советник.
- Бентковская, Юлия Карловна.